# Assassinat d'Armand Călinescu
L'assassinat d'Armand Călinescu est survenu le 21 septembre 1939 lorsque le Premier ministre roumain Armand Călinescu est assassiné à Bucarest par des membres de la Garde de fer sous la direction directe d'Horia Sima (alors exilée à Steglitz). Ce fut le point culminant de plusieurs tentatives d'assassinat contre lui, qui comprenaient une attaque sur l'Athénée roumain et le bombardement d'un pont sur la rivière Dâmboviţa (tous deux découverts par la police). Călinescu était sur une liste noire secrète en même temps que Nicolae Titulescu, Dinu Brătianu et le général Gabriel Marinescu (en).

## Déroulement
L'assassinat a apparemment été menée avec l'approbation et l'assistance allemandes. Le 1er septembre, des représentants de l'Allemagne, de l'Italie fasciste et de la Garde de fer se sont réunis à Copenhague avec Michel Sturdza (en) (l'ambassadeur de la Roumanie au Danemark et un partisan de Sima), pour discuter du meurtre de Călinescu. Certains détails du plan ultérieur ont été offerts aux autorités roumaines par un membre renégat de la Garde de Fer, Mihai Vârfureanu. Un escadron de la mort a été formé, ayant comme membres l'avocat Dumitru "Miti" Dumitrescu (qui avait été formé par la Gestapo et est retourné en Roumanie par la Hongrie), les étudiants Cezar Popescu, Traian Popescu, Ion Moldoveanu, Ion R. Ionescu et le dessinateur Ion Vasiliu. En contactant les uns avec les autres dans la région autour de Ploiești, ils ont initialement prévu de tuer Călinescu, le roi Carol et le général Marinescu ensemble, et visaient probablement à accomplir cela dans la vallée de Prahova (en).
Le 21 septembre, alors qu'il traversait le quartier d'Eroilor à son retour du palais Cotroceni, l'automobile de luxe de Călinescu, une Cadillac, a été prise en embuscade par celle des assassins, qui ont tiré sur Călinescu, son garde du corps Radu Andone et son chauffeur. Miti Dumitrescu a conduit sa voiture dans celle du Premier ministre, qui s'est arrêtée brusquement lorsqu'elle a heurté une charrette. Andone a été abattu en sortant de la voiture, et Călinescu alors qu'il attendait sur le siège arrière. plus de vingt balles ont été récupérées sur son corps. Sima, qui est connue pour avoir franchi la frontière illégalement en août de cette année-là, aurait été déguisé en femme pour être témoin des actions de près. D'autres sources indiquent un certain Marin Stănculescu comme superviseur secret. Ironiquement, Călinescu n'avait jamais fait confiance à la sécurité de sa Cadillac et avait demandé à plusieurs reprises à Gavrilă Marinescu de lui permettre d'utiliser une voiture blindée.
Le groupe d'assassins a quitté les environs avant l'arrivée des forces de police et a fait irruption dans les bureaux de la société roumaine de radiodiffusion, tenant les employés sous la menace d'une arme et interrompant la diffusion en direct d'une valse. Traian Popescu a annoncé que le groupe avait tué le Premier ministre. Le message n'a pas été diffusé, car, à l'insu des assassins, la transmission avait déjà été interrompue par le personnel de la radio.

## Conséquences
La grande majorité des sources réagissant aux événements ont largement mentionné le soutien allemand aux assassins de Călinescu, à l'exception des médias allemands. Des sources allemandes ont allégué que les forces politiques polonaises et britanniques avaient soutenu l'assassinat comme moyen de faire pression sur la Roumanie pour qu'elle abandonne sa neutralité. Cette version était soutenue, entre autres, par Hans Fritzsche.
Une répression encore plus sévère de la Garde de fer a suivi sous la direction provisoire de Gheorghe Argeșanu (elle a été inaugurée par l'exécution immédiate des assassins et la présentation publique de leurs corps sur le site du meurtre, pendant des jours entiers). Une pancarte a été installée sur place, avec le message suivant : De acum înainte, aceasta va fi soarta trădătorilor de ţară ("Désormais, ce sera le sort de ceux qui trahissent le pays"), et les étudiants de plusieurs lycées de Bucarest ont dû visiter le site (sur la base de la conviction que cela allait les dissuader de s'affilier à la Garde). Des exécutions d'activistes connus de la Garde de fer ont été ordonnées dans divers endroits du pays (certains ont été pendus sur des poteaux télégraphiques, tandis qu'un groupe de légionnaires a été abattu devant la statue d'Ion G. Duca à Ploiești). En tout, 253 personnes ont été tuées sans procès. Călinescu a été remplacé par Marinescu comme ministre de l'Intérieur et par Ioan Ilcuş comme ministre de la Défense.
Un an plus tard, la Garde de fer a pris sa revanche contre les répresseurs. Sous l'État national-légionnaire (le gouvernement de la Garde de fer), Marinescu et Argeşanu, aux côtés d'autres hommes politiques, ont été exécutés dans la prison de Jilava, lors du massacre de Jilava en septembre 1940. À cette époque également, la crypte de la famille Călinescu à Curtea de Argeș a été dynamitée tandis qu'un buste en bronze de lui qui attendait d'être dévoilé était enchaîné et traîné dans les rues de Piteşti. L'épouse de Călinescu, Adela, devait remettre tous les documents personnels de son mari et, dans une lettre au Conducător Ion Antonescu, a affirmé avoir été harcelé à plusieurs reprises par des agents de Siguranţa Statului (en).